# چی جنووی
چی جنووی (انگلیسی: Chay Genoway؛ زادهٔ ۲۰ دسامبر ۱۹۸۶) بازیکن هاکی روی یخ اهل کانادا است.